# Lindsey Coffey
Lindsey Marie Coffey (Brownsville, 8 gennaio 1992) è una modella statunitense, incoronata Miss Terra 2020.

## Biografia
È stata precedentemente incoronata Miss Terra United States 2020 ed è diventata la prima rappresentante degli statunitense a vincere Miss Terra. È di origini italiane.